# Gustav Binder
Gustav Binder (* 31. März 1854 in Heilbronn; † 27. März 1935 ebenda) war Flaschnermeister, langjähriges Gemeinderatsmitglied und Feuerwehrkommandant. Er war von 1925 bis 1934 Vorsitzender des württembergischen Feuerwehrverbandes und wurde 1928 Ehrenbürger von Heilbronn.

## Biografie
Binder wurde als Sohn eines Heilbronner Flaschners geboren und erlernte nach seiner Schulzeit den väterlichen Beruf. In den 1870er Jahren war er auf Wanderschaft in Wiesbaden und Iserlohn, danach absolvierte er seinen Wehrdienst in Ludwigsburg und Potsdam. 1878 übernahm er zurück in Heilbronn die Flaschnerei des 1873 verstorbenen Vaters in der Gerberstraße, trat in die Freiwillige Feuerwehr Heilbronn ein und heiratete Lina Katharina Metzger, mit der er später drei Kinder hatte. 1895/96 erbaute er, inzwischen Obermeister der von ihm mitbegründeten Flaschnerinnung Heilbronn, ein neues Wohn- und Werkstattgebäude an der Frankfurter Straße. 1896 wurde er in den Heilbronner Gemeinderat gewählt, wo er von Januar bis März 1904 auch stellvertretender Oberbürgermeister war. 1906 wurde er Kommandant der Heilbronner Freiwilligen Feuerwehr, 1917 Bezirkslöschinspektor und 1925 Vorsitzender des württembergischen Feuerwehrverbandes. 1930 war er nochmals stellvertretender Heilbronner Oberbürgermeister, im Folgejahr trat er nicht mehr zur Gemeinderatswahl an. Am 31. März 1933 legte Binder alle öffentlichen Ämter nieder. Nach seinem 80. Geburtstag schied er im April 1934 auch als Feuerwehrkommandant aus. Nach seinem Tod im März 1935 wurde er auf dem Heilbronner Hauptfriedhof beerdigt.

## Würdigung
Binder wurde im Jahr 1928 nach 50-jähriger Dienstzeit bei der Feuerwehr Heilbronn und aufgrund seiner Verdienste um den Ausbau des Feuerschutzes Ehrenbürger der Stadt Heilbronn. Bei seiner Verabschiedung als Feuerwehrkommandant wurde er 1934 Ehrenkommandant der Freiwilligen Feuerwehr Heilbronn, Ehrenvorsitzender des Württembergischen Feuerwehrverbandes und Ehrenmitglied des Deutschen Reichsfeuerwehrverbandes. 
Bereits zu seinen Lebzeiten wurden 1924 in Heilbronn die Gustav-Binder-Straße zwischen Schützen- und Frankfurter Straße und der Gustav-Binder-Platz beim Schießhaus nach dem Feuerwehrkommandanten benannt. Als Nach dem Zweiten Weltkrieg die Straßenführung im Heilbronner Bahnhofsviertel verändert und die vormals nach Binder benannte Straße aufgehoben wurde, benannte man 1949 die heutige Gustav-Binder-Straße in der Heilbronner Innenstadt nach ihm. Die Straße befindet sich im Bereich des früheren Heilbronner Franziskanerklosters, in dem im 19. und frühen 20. Jahrhundert die Heilbronner Feuerwehr untergebracht war.

## Feuerwehrstiftung Gustav Binder
Der württembergische Feuerwehrverband gründete anlässlich des 17. württembergischen Landesfeuerwehrtages in Heilbronn 1930 die Gustav-Binder-Stiftung zur Unterstützung notleidender Feuerwehrkameraden. 1972 ging die Stiftung Feuerwehrdank in der Gustav-Binder-Stiftung auf. Die Stiftung wurde im Jahr 2005 in Feuerwehrstiftung Gustav Binder umbenannt.